# Steubeln
Steubeln ist ein Ortsteil der Gemeinde Zschepplin im Landkreis Nordsachsen in Sachsen.

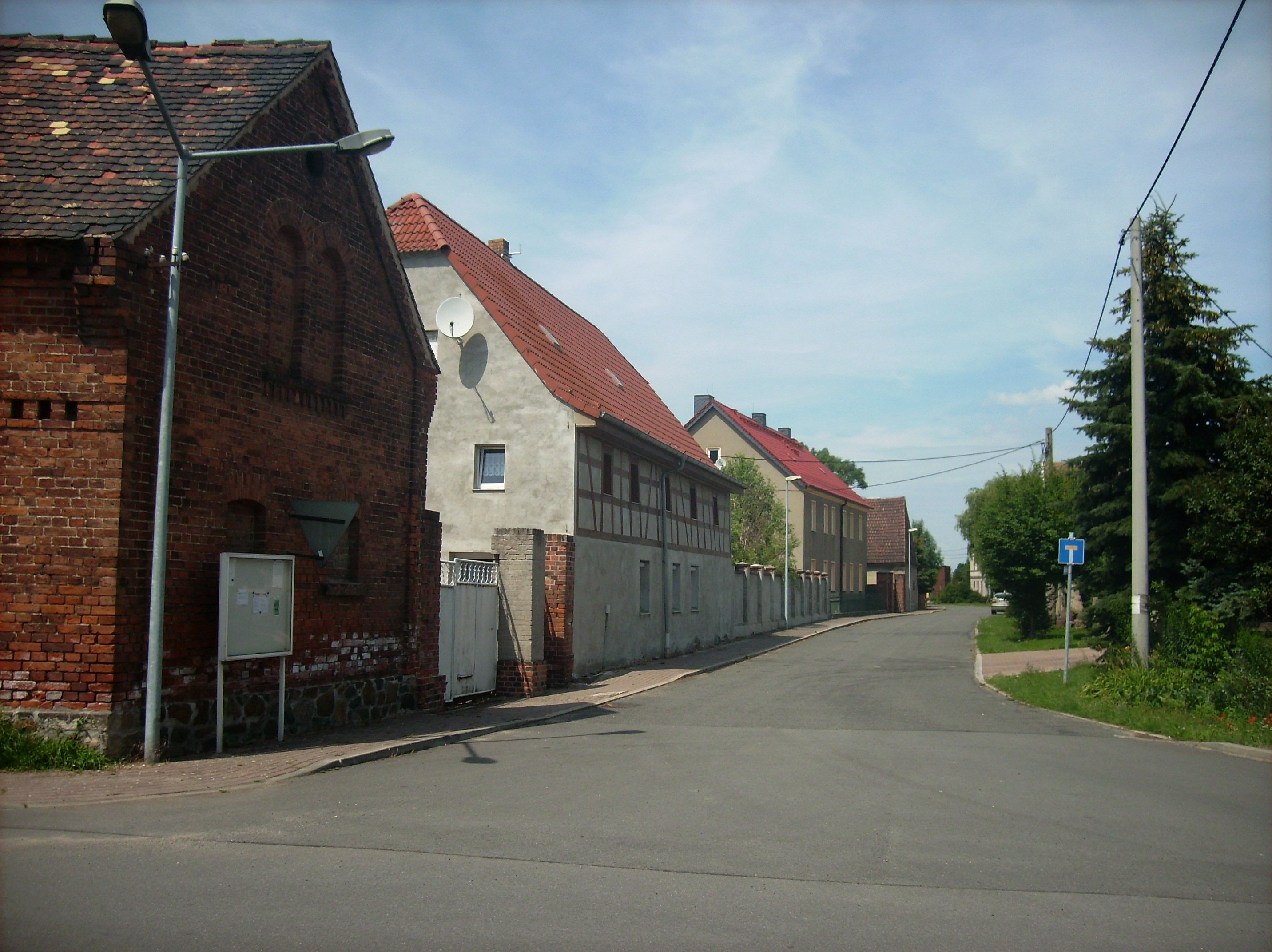
Steubeln

## Geografie
Steubeln liegt zwischen den Städten Eilenburg und Bad Düben. Der Ort liegt an keiner klassifizierten Straße, jedoch gibt es Ortsverbindungen nach Zschepplin, Rödgen und  Naundorf. Steubeln liegt an einem kleinen Zufluss der Leine.

## Geschichte
Steubeln ist von der Siedlungsform her ein Sackgassendorf. Es gehörte bis 1815 zum kursächsischen bzw. königlich-sächsischen Amt Eilenburg. Durch die Beschlüsse des Wiener Kongresses kam der Ort zu Preußen. Er wurde 1816 dem Kreis Delitzsch im Regierungsbezirk Merseburg der Provinz Sachsen zugeteilt, zu dem er bis 1952 gehörte.
Am 20. Juli 1950 wurde der Ort nach Rödgen eingemeindet. Im Zuge der zweiten Kreisreform in der DDR im Jahr 1952 wurde Rödgen mit Steubeln dem Kreis Eilenburg im Bezirk Leipzig angeschlossen, welcher 1994 im Landkreis Delitzsch aufging. 1972 wurde Rödgen nach Naundorf eingemeindet, wodurch Steubeln ein Ortsteil von Naundorf wurde. Durch die Eingemeindung Naundorfs nach Zschepplin ist Steubeln seit 1999 ein Ortsteil der Gemeinde Zschepplin.

### Einwohnerentwicklung
| Jahr | Einwohner |
| ---- | --------- |
| 1818 | 63        |
| 1895 | 91        |
| 1925 | 77        |
| 1939 | 73        |
| 1946 | 110       |

Die Einwohnerzahl Steubelns lag 1818 bei 63. Bis zum Ausbruch des Zweiten Weltkrieges stieg die Einwohnerzahl nur leicht auf 73, jedoch wurden 1895 91 Einwohner gezählt. Nach Ende des Krieges stieg die Einwohnerzahl auf mehr 100 Einwohner. Seitdem dürfte die Einwohnerzahl wieder abgenommen haben.